# Drac (auteur)
 (juillet 2013).
Si vous disposez d'ouvrages ou d'articles de référence ou si vous connaissez des sites web de qualité traitant du thème abordé ici, merci de compléter l'article en donnant les références utiles à sa vérifiabilité et en les liant à la section « Notes et références ».
Pour les articles homonymes, voir Drac et Wallet.
Drac, de son vrai nom Pascale Wallet, née le 1er mai 1978, est une illustratrice, coloriste, et dessinatrice de bande dessinée française.

## Biographie
Pascale Wallet naît le 1er mai 1978. Drac participe à la fondation de l’association Nekomix et de son fanzine éponyme en 1996. Parallèlement, Drac continue ses études en communication visuelle et, par la suite, commence à travailler comme infographiste et webdesigner pour des agences telles Rapsody, InfoFlash ou Innovactif.
Phicil, le dessinateur de Georges Frog et de London Calling, lui demande en 2005 d’être sa coloriste.

## Publications

### Albums
- Georges Frog tomes 1 à 4 (scénario et dessin : Phicil, éditions Carabas)
- London Calling tomes 1 à 3 (scénario : Sylvain Runberg, dessin : Phicil, éditions Futuropolis)
- Avril (scénario : Abdel Bouzbiba et Antoine Dodé, dessin : Abdel Bouzbiba, Carabas)
- Amour plastique (scénario : Amandine, dessin : Amandine et Drac, histoire de 6 planches contenues dans le collectif Amour et Désir des éditions La Boîte à Bulles)
- Tea Party (scénario et dessin : Nancy Peña, La Boîte à Bulles)
- Le Peintre hors-la-loi, scénario et dessin de Frantz Duchazeau, Casterman, 2021.
- Spa 1906, Anspach, Lasne, 8 novembre 2024
Scénario : Patrick Weber - Dessin : Olivier Wozniak - Couleurs : Drac -  (ISBN 978-2-931105-27-6)
- Allez tous vous faire sonder !, Audie, coll. « Fluide glacial », Paris, 13 novembre 2024
Scénario : Synne - Dessin : Frédéric Remuzat - Couleurs : Drac, Reiko Takaku -  (ISBN 978-2-88932-401-9).

### Livres jeunesse
- Une bouteille à la mer (scénario : Claire Bertholet, dessin : Phicil, éditions Milan).